# Dares (geslacht)
Dares is een geslacht van wandelende takken uit de familie Heteropterygidae. De wetenschappelijke naam van dit geslacht is voor het eerst voorgesteld door Carl Stål in een publicatie uit 1875. De soorten van dit geslacht komen op de Filipijnen en Borneo voor.

## Soorten
Het geslacht Dares omvat de volgende soorten:
- Dares breitensteini Redtenbacher, 1906
- Dares kinabaluensis Bragg, 1998
- Dares mjobergi Bragg, 1998
- Dares multispinosus Bragg, 1998
- Dares murudensis Bragg, 1998
- Dares navangensis Bragg, 1998
- Dares philippinensis Bragg, 1998
- Dares planissimus Bragg, 1998
- Dares ulula (Westwood, 1859)
- Dares validispinus Stål, 1875
- Dares verrucosus Redtenbacher, 1906